# Pablo Jerez
Pablo Ezequiel Jerez (Morón, Buenos Aires; 26 de julio de 1983) es un exfutbolista argentino. Su primer equipo fue Boca Juniors. Actualmente desempeña el cargo de segundo entrenador en el Club Atlético Boca Juniors (fútbol femenino). 
Jerez debutó en primera división el 23 de febrero de 2003 en Boca Juniors contra Unión.
En el año 2019, el por entonces director deportivo de Boca Juniors, Nicolás Burdisso, lo convocó para que trabajara como nexo entre la secretaría deportiva y el  futbol femenino. Luego en octubre de 2021 se convirtió en el segundo entrenador del Club Atlético Boca Juniors (fútbol femenino), por detrás de Esteban Pizzi. 
Además, juega en la categoría "Senior" del mismo club.

## Clubes
| Club                  | País      | Año         |
| --------------------- | --------- | ----------- |
| Boca Juniors          | Argentina | 2000 - 2005 |
| Colón                 | Argentina | 2005 - 2008 |
| Tigre                 | Argentina | 2008 - 2009 |
| Huracán               | Argentina | 2009 - 2010 |
| Olimpo                | Argentina | 2010 - 2012 |
| Camioneros            | Argentina | 2012 - 2015 |
| San Martín de Burzaco | Argentina | 2015 - 2016 |
| Deportivo Merlo       | Argentina | 2016 - 2018 |
| Midland               | Argentina | 2018        |

## Palmarés

### Campeonatos nacionales
| Título           | Club         | País      | Año    |
| ---------------- | ------------ | --------- | ------ |
| Primera División | Boca Juniors | Argentina | A-2003 |

### Copas internacionales
| Título                       | Club         | Sede         | Año  |
| ---------------------------- | ------------ | ------------ | ---- |
| Copa Libertadores de América | Boca Juniors | São Paulo    | 2003 |
| Copa Intercontinental        | Boca Juniors | Yokohama     | 2003 |
| Copa Sudamericana            | Boca Juniors | Buenos Aires | 2004 |